# Горбатюк Євдокія Василівна
Євдокі́я (Явдо́ха) Васи́лівна Горбатю́к (14 (27) березня 1912 , Копитинці, Летичівський повіт, Волинська губернія, Російська імперія  — невідомо ) — український державний діяч. Депутат Верховної Ради УРСР першого скликання (1938–1947).

## Біографія
Народилась 14 (27) березня 1912 року в родині селян-бідняків у селі Копитинці, тепер Летичівський район, Хмельницька область, Україна. Освіта — чотири класи сільської школи. З 1932 року працювала ланковою в місцевому колгоспі імені Сталіна.
З 1934 року — голова Копитинецької сільської ради Летичівського району Вінницької (з 22 вересня 1937 року — Кам'янець-Подільської) області.
26 червня 1938 року була обрана депутатом Верховної Ради УРСР по Летичівській виборчій окрузі № 18 Кам'янець-Подільської області.
З 15 листопада 1938 року — заступник голови виконавчого комітету Летичівської районної ради депутатів трудящих Кам'янець-Подільської області.
Член ВКП(б) з квітня 1939 року.
З липня 1941 року до лютого 1944 року — в евакуації в Ташкентській області Узбецької РСР, працювала у виконавчому комітеті Куйбишевської районної ради депутатів трудящих. У 1944 році повернулася в Українську РСР.
З 1944 року — заступник голови виконавчого комітету Летичівської районної ради депутатів трудящих Кам'янець-Подільської області.